# Кав'ярня Стефаньєва
Кав'ярня Стефаньєва — пам'ятка архітектури місцевого значення в Ніжині. Наразі тут розміщується Ніжинський міський молодіжний центр, раніше редакція газети «Ніжинський вісник».

## Історія
Спочатку було внесено до «список пам'яток архітектури нововиявлених» під назвою «Кав'ярня Стефаньєва».
Наказом Міністерства культури і туризму від 21.12.2012 № 1566 надано статус «пам'ятник архітектури місцевого значення» з охоронним № 10060-Чр під назвою «Кав'ярня М. В. Стефаньєва». Встановлено інформаційну дошку.

## Опис
Кав'ярня М. В. Стефаньєва — приклад громадянської архітектури, фасадної забудови вулиці Старого Міста Ніжина період XVIII—XIX століть. За своїми архітектурними формами та пропорціями гармонійно вписується в навколишнє історико-архітектурне середовище.
Будинок збудований наприкінці XVIII — початку XIX століть. Був показаний на плані 1802 року. Схильний до кількох перебудов: наприкінці XIX століття змінено архітектуру артикуляції фасадів, наприкінці ХХ століття змінено планування при пристосуванні для сучасних потреб. У ХІХ столітті було додано аттик, перемички віконних отворів стали лучкові. Головний фасад спрямований до парку ХІХ століття перед Миколаївським собором. Спочатку будинок був наріжним, торець (північний) виходив на невеликий провулок (ліквідований у ХІХ столітті під час укрупнень кварталів).
Тут розміщувалася редакція газети «Під прапором Леніна» (друкарня була у будинку № 3А Радянської вулиці). 1919 року почала видаватися газета під назвою «Известия-Вісті», кілька разів змінювалася назва, з 1963 року — «Під прапором Леніна».
Одноповерховий, кам'яний, оштукатурений (крім північного торця), прямокутний у плані будинок на підвалі, з чотирисхилим дахом, з ризалітом з південного торця. Спочатку планування було секційним і складалося з двох об'ємів, ввічку якими з боку двору зроблено уступ. Фасад увінчаний аттиком із ліпним декором. Кути фасаду акцентовані пілястрами (головного фасаду — рустованими пілястрами), чотирикутні лучкові віконні отвори. Спочатку планування анфіладне, частково збереглося у дворовій секції.